# Ceratocrania macra
Ceratocrania macra är en bönsyrseart som beskrevs av John Obadiah Westwood 1889. Ceratocrania macra ingår i släktet Ceratocrania och familjen Mantidae. Inga underarter finns listade i Catalogue of Life.